# Grantia genuina
Grantia genuina är en svampdjursart som beskrevs av R.W. Harold Row och Hozawa 1913. Grantia genuina ingår i släktet Grantia och familjen Grantiidae.
Artens utbredningsområde är havet kring Australien. Inga underarter finns listade i Catalogue of Life.